# Johann Erichson (Ästhetiker)

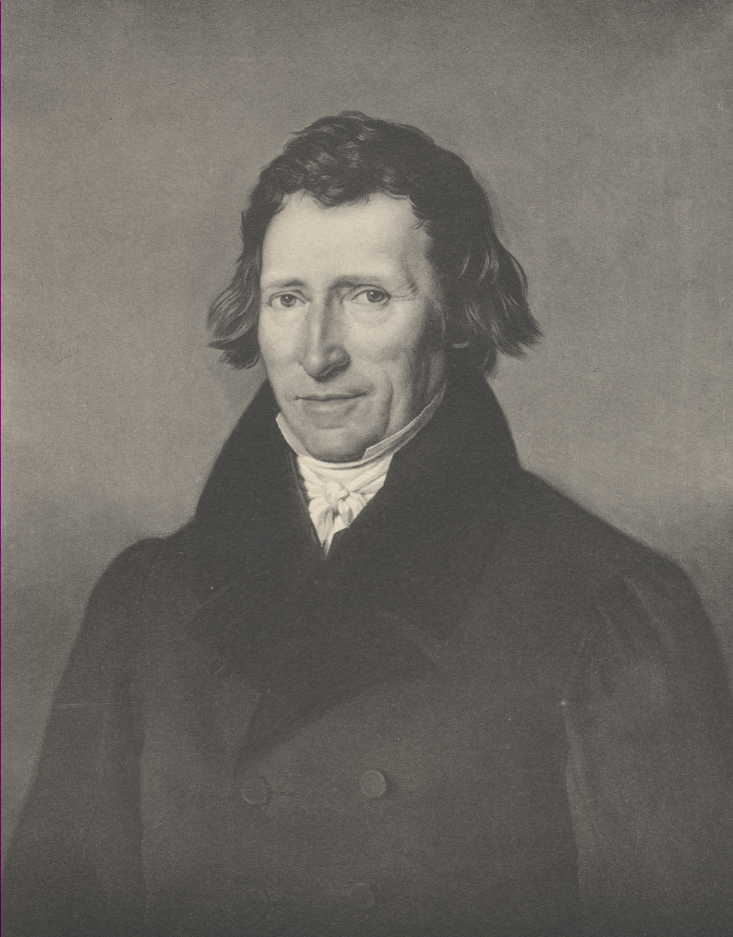
Johann Erichson im Jahre 1836

Johann Erichson (* September 1777 in Stralsund; † 16. Dezember 1856 in Greifswald) war ein deutscher Theologe und Professor der Ästhetik.

## Leben
Erichson besuchte von 1783 bis 1795 das Gymnasium Stralsund im ehemaligen Katharinenkloster und studierte anschließend von 1795 bis 1798 in Jena und 1799 in Greifswald Theologie. 1800 wurde er promoviert. Sein Interesse galt allerdings zunehmend der Philosophie und der Ästhetik.
1804 wurde er als Kandidat der Theologie geprüft und zum Doktor der Philosophie promoviert. Nach Aufenthalten in Berlin und Dresden ging Erichson im Jahr 1805 nach Wien, wo er sich bis 1814 philosophischen und ästhetischen Studien widmete. Hier lernte er Ludwig van Beethoven, Johann Wolfgang von Goethe und Karl August Varnhagen von Ense kennen; letzterer bestätigte ihm wiederholt einen „feinen Geschmack“ und ein „scharfes Urteil“. Mit dem Griechischen Blumenkranz gab Erichson eine Auswahl von Übersetzungen der lyrischen Posie der Griechen sowie die Zeitschrift Neue Thalia heraus.
1814 kehrte er nach Greifswald zurück und wurde hier Adjunkt der philosophischen Fakultät für deutsche Stilistik, Latinität und Ästhetik. 1822 erhielt er eine außerordentliche Professur und 1830 eine ordentliche Professur an der Universität Greifswald. Hier gab er die Zeitschrift Akademisches Archiv heraus.

## Werke
- Dissertatio Theologico-Moralis Ambitum Officii: Omnia Fieri Debere in Honorem Dei. Gryphiae: Eckhardt 1800
- Griechischer Blumenkranz. 1810.
- Neue Thalia. 1811.
- Akademisches Archiv. 1817.